# 尚普拉和布雅库尔
尚普拉和布雅库尔（法語：Champlat-et-Boujacourt，法語發音：[ʃɑ̃pla e buʒakuʁ]）是法国马恩省的一个市镇，属于兰斯区。

## 地理
尚普拉和布雅库尔（49°9'13"N, 3°50'1"E）面积6.36 平方千米，位于法国大東部大區马恩省，该省份为法国东北部内陆省份，北起阿登省，西北接埃纳省，西南接塞纳-马恩省，南至奥布省，东南接上马恩省，东临默兹省。
与尚普拉和布雅库尔接壤的市镇（或旧市镇、城区）包括：尚布雷西、绍米济、容克里、拉讷维尔欧拉里、塔德努瓦城。

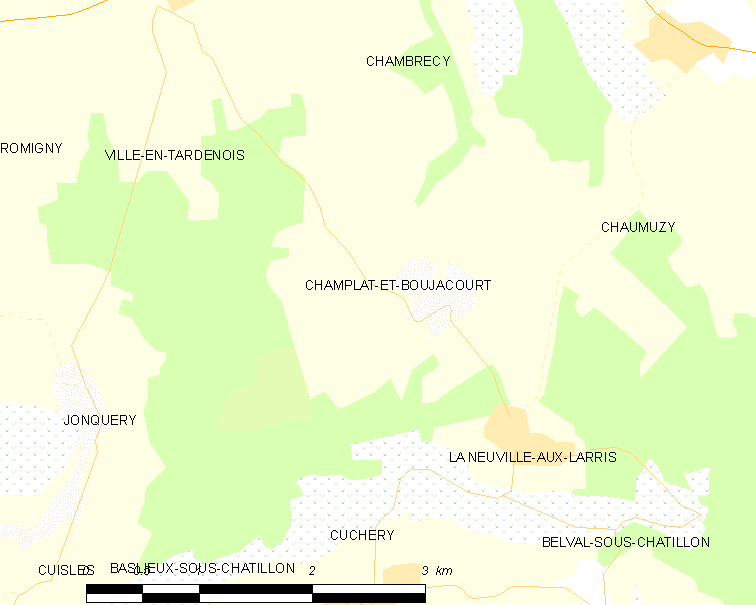
尚普拉和布雅库尔的OSM定位图

尚普拉和布雅库尔的时区为UTC+01:00、UTC+02:00（夏令时）。

## 行政
尚普拉和布雅库尔的邮政编码为51480，INSEE市镇编码为51120。

## 政治
尚普拉和布雅库尔所属的省级选区为多尔芒-香槟景县。

## 人口

1962-2008年间尚普拉和布雅库尔人口变化图示

尚普拉和布雅库尔于2022年1月1日时的人口数量为147人。